# リッチランド郡 (イリノイ州)

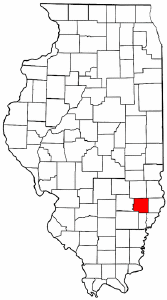
イリノイ州内の位置

リッチランド郡 (Richland County) は、アメリカ合衆国イリノイ州に位置する郡である。人口は16,149人（2000年）。郡庁所在地はw:Olney, Illinoisである。

## 地理
アメリカ合衆国統計局によると、この郡は総面積938 km2 (362 mi2) である。このうち933 km2 (360 mi2) が陸地で5 km2 (2 mi2) が水地域である。総面積の0.52%が水地域となっている。

### 隣接する郡
- ジャスパー郡（北）
- クロウフォード郡（北東）
- ローレンス郡（東）
- ウォバッシュ郡（南東）
- エドワーズ郡（南）
- ウェイン郡（南西）
- クレイ郡（西）

## 人口動静
2000年国勢調査で、この郡は人口16,149人、6,660世帯、及び4,535家族が暮らしている。人口密度は17/km2 (45/mi2) である。8/km2 (21/mi2) の平均的な密度に7,468軒の住宅が建っている。この郡の人種的な構成は白人98.16%、アフリカン・アメリカン0.29%、先住民0.12%、アジア0.57%、太平洋諸島系0.04%、その他の人種0.22%、及び混血0.59%である。ここの人口の0.77%はヒスパニックまたはラテン系である。
この郡内の住民は24.50%が18歳未満の未成年、18歳以上24歳以下が8.30%、25歳以上44歳以下が26.60%、45歳以上64歳以下が23.00%、及び65歳以上が17.60%にわたっている。中央値年齢は39歳である。女性100人ごとに対して男性は93.30人である。18歳以上の女性100人ごとに対して男性は89.80人である。
この郡の世帯ごとの平均的な収入は31,185米ドルであり、家族ごとの平均的な収入は40,000米ドルである。男性は28,955米ドルに対して女性は19,693米ドルの平均的な収入がある。この郡の一人当たりの収入 (per capita income) は16,847米ドルである。人口の12.90%及び家族の9.80%は貧困線以下である。全人口のうち18歳未満の16.60%及び65歳以上の7.00%は貧困線以下の生活を送っている。

## 都市及び町
- ノーブル
- Olney（郡庁所在地）
- Calhoun
- Claremont
- Parkersburg